# Katarzyna Duczmal
Katarzyna Duczmal (ur. 27 kwietnia 1972 w Ostrowie Wielkopolskim) – polska koszykarka, występująca na pozycji niskiej skrzydłowej, multimedalistka mistrzostw Polski.

## Osiągnięcia
Na podstawie, o ile nie zaznaczono inaczej.

### Drużynowe
- Mistrzyni Polski (1993)[2]
- Wicemistrzyni Pucharu Ronchetti (1993)
- Brązowa medalistka mistrzostw Polski (1991, 1992)[2]

### Reprezentacja
- Uczestniczka mistrzostw Europy U–16 (1989 – 10. miejsce)[3]